# 富爾頓 (密歇根州基威諾縣)
富爾頓（英語：Fulton）是位於美國密歇根州基威諾縣阿盧埃鎮區的一個普查規定居民點。

## 人口
根據2020年美國人口普查的數據，富爾頓的面積為1.20平方千米，當中陸地面積為1.20平方千米，而水域面積為0.00平方千米。當地共有人口149人，而人口密度為每平方千米124.17人。